# Bucklebury
Bucklebury est un village et une paroisse civile (civil parish)
du Berkshire, en Angleterre qui date de l'époque pré-normande. C'était à l'origine une seigneurie royale (« a manor ») ayant appartenu à Édouard le Confesseur (1003-1066). Sa description détaillée avec celle de son église, figure dans le Domesday Book.

## Géographie

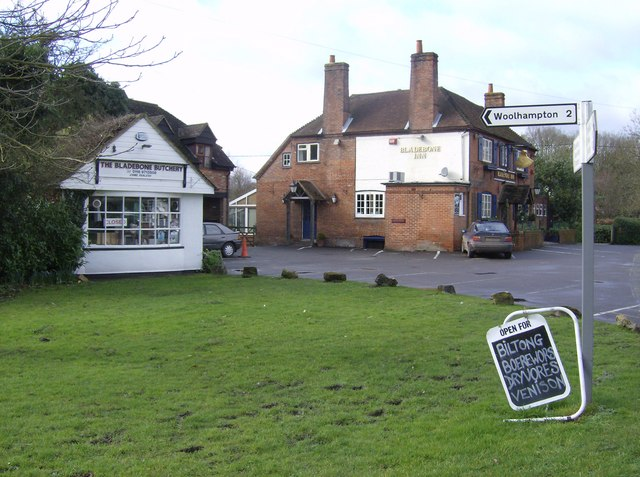
La Bladebone Inn, à Chapel Row, Bucklebury.

La paroisse civile de Bucklebury se compose de trois parties.
- Le village d'origine est construit sur les rives de la rivière Pang. Immédiatement au sud du village de Bucklebury et beaucoup plus en hauteur, dans une zone couverte de bruyères et de forêts aménagées, se trouve la commune de Bucklebury (Bucklebury Common). Bien qu'ouvert à tous les habitants de la commune le terrain en est propriété privée. La commune de Bucklebury se compose de 826 acres (environ 330 hectares) de pâturage libre. Lors de la Seconde Guerre mondiale, une grande partie des terres a été défrichée pour permettre le stationnement des troupes et l'on trouve encore quelques chemins cimentés de l'époque, qui servent actuellement de pistes pour les cavaliers. La commune de Bucklebury a aussi été autrefois un lieu de retraite des moines de l'abbaye de Reading.
- À la limite est de la commune se trouve le village de Chapel Row, qui comporte notamment le Bladebone Inn, une auberge et pub à l'enseigne de l'« omoplate » (en anglais : blade bone), une boucherie portant le même nom, un cabinet médical et une boutique de thé. L'origine du nom de l'auberge et de sa curieuse enseigne est la suivante. Selon une légende locale, un mammouth de taille gigantesque qui terrorisait autrefois la contrée aurait été tué par une armée levée  par les habitants de Bucklebury et du district voisin de Thatcham. Des siècles plus tard, son squelette aurait été retrouvé, et une de ses omoplates conservée dans un coffret de bois qui fut ensuite utilisé comme enseigne pour l'auberge. On trouve la première mention de cette histoire sur une médaille frappée au XVIIe siècle. Récemment, le contenu du coffret a pu être vérifié : les os qu'ils contient auraient été trouvés en parfait état de conservation[1].
- Ces dernières années, le village du Haut-Bucklebury (Upper Bucklebury) s'est transformé en un vaste quartier résidentiel. Il se trouve sur la colline située à environ un 1 mile et demi (environ 2 kilomètres) au sud ouest du village de Bucklebury à l'extrémité ouest de la commune. Il dispose d'un centre commercial, d'une église nouvellement construite, d'un pub et d'une école primaire de l'Église d'Angleterre.

La route principale A4  permet un accès facile à ces zones à partir de Thatcham.

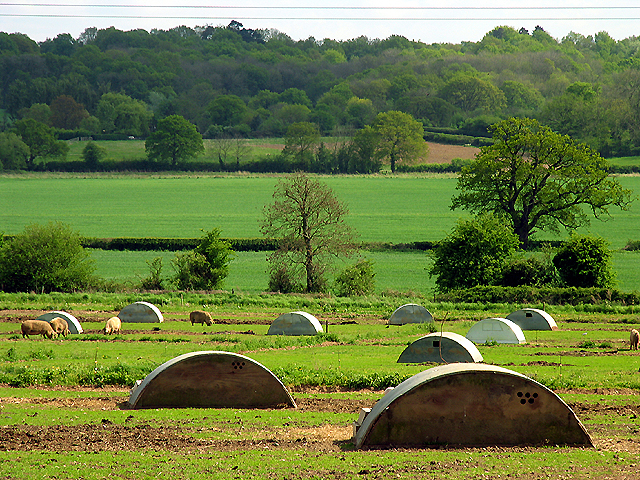
Élevage de porcs en plein air à proximité de Bucklebury.

## Personnalités liées à la commune
- Henri Saint Jean de Bolingbroke, politicien et philosophe anglais
- Hutin Britton, actrice anglaise
- Henry Octavius Coxe, archiviste et universitaire anglais
- Kate Middleton, duchesse de Cambridge, épouse du prince William de Cambridge,
- Pippa Middleton, sœur de Kate Middleton
- George Palmer, industriel, propriétaire des usines de biscuits Huntley & Palmers
- George William Palmer, homme politique libéral, membre du parlement, fils de George Palmer
- Robert Still, compositeur anglais, professeur et joueur de tennis amateur

## Village fictif
Le village anglais réel de Bucklebury ne doit pas être confondu avec le village fictif de « Bucklebury », imaginé par l'écrivain J. R. R. Tolkien, qui fait partie des localités de la Comté, dans le pays de Bouc (Buckland). Le nom de Bucklebury a été rendu en français par : « Châteaubouc » par le traducteur Francis Ledoux et « Fertébouc » par le traducteur Daniel Lauzon.